# Plagionotus astecus
Plagionotus astecus là một loài bọ cánh cứng trong họ Cerambycidae.